# Sundbo tingslag
Sundbo tingslag var ett tingslag i Örebro län i Västernärkes domsaga. Tingsplats var Askersund.
Tingslaget inrättades 1680 och uppgick 1928 i Hallsbergs tingslag.

## Omfattning

### Socknarna i häraderna
- Sundbo härad